# Тищенко Павло Васильович
Тищенко Павло Васильович (нар. 3 січня 1951, с. Вільхуватка, Харківська область) — народний депутат України 3-го скликання, керівник проросійської організації Трудова Харківщина. 

## Життєпис
Народився 3 січня 1951 року в селі Вільхуватка у Нововодолазькому району на Харківщині.Закінчив заочно Національний технічний університет «Харківський політехнічний інститут», де отримав фах інженера-механіка.
Після завершення навчання працював на заводі імені Т.Шевченка у Харкові.
Був членом КПУ.
Народний депутат України 3 скликання від КПУ, № 53 в списку.
Був депутатом Харківської обласної ради у 2006 році.
У 2014 році був активним учасником та спікером проросійських мітингів.
1 травня 2018 року на власному мітингу був облитий кефіром проукраїнським активістом.